# Yves Rousset-Rouard
Pour les articles homonymes, voir Rousset et Rouard.
Yves Rousset-Rouard, né le 1er avril 1940 à Marseille, est un producteur de cinéma et viticulteur, ainsi qu'un homme politique français. 

## Biographie
Yves Rousset-Rouard fait des études notariales. Il commence sa carrière en misant sur l'adaptation cinématographique d'un roman érotique sulfureux : Emmanuelle de Just Jaeckin (1974) qui rencontre un succès international et qui reste treize ans à l'affiche sur les Champs-Élysées à Paris. Ensuite, il produit Emmanuelle 2 : l'antivierge (1975), Une fille cousue de fil blanc (1977), et Good-bye, Emmanuelle (1977). 
L'argent engrangé grâce au succès d'Emmanuelle, lui permet de financer un projet bien différent. Très intéressé par le dessin animé et souhaitant en produire, il confie à Michel Ocelot de réaliser une série d'animation télévisée, une adaptation d'albums du dessinateur Benjamin Rabier parus dans l'entre-deux-guerres dont le héros est le petit canard Gédéon. Un studio d'animation est créé à Neuilly-sur-Seine. En sortent Les Aventures de Gédéon, soixante épisodes de cinq minutes, qui sont diffusés à partir du 9 février 1976 sur TF1. Mais le tournage s'étant mal passé, Rousset-Rouard décide de ne plus jamais employer d'animateurs à l'avenir et le studio ferme. 
Quatre ans après le premier Emmanuelle, devenu actionnaire du Splendid avec la troupe, il produit Les Bronzés de Patrice Leconte, adaptation d'une pièce de café-théâtre. C'est le premier d'une série de films culte de la troupe du Splendid, dont son neveu Christian Clavier fait partie.
En 1980, il fait une apparition dans le film qu'il produit Je vais craquer.
Il fait également produire George Roy Hill dans une adaptation d'un roman de Patrick Cauvin (I love you, je t'aime d'après E=MC² mon amour) et Joseph Losey (Les Routes du sud, La Truite).
En 1992 sort son dernier film, adaptation d'une pièce de théâtre de Jean-Claude Brisville : Le Souper d'Édouard Molinaro, reprenant les deux acteurs qui l'avaient interprétée, Claude Rich et Claude Brasseur.
En 1993, il est élu député UDF de Vaucluse, dans la deuxième circonscription, à Apt. Il est battu en 1997 par André Borel.
En 1995, il se présente aux élections et remporte la mairie de la commune de Ménerbes (Vaucluse), mandat qu'il exerce jusqu'en mars 2014.
Yves Rousset-Rouard est à l'origine d'un projet de restauration d'un vieil hôtel particulier de Ménerbes et de sa transformation en Maison de la Truffe et du Vin du Luberon. Collectionneur de tire-bouchons, il y a aussi créé un musée. Il est aussi à l'origine de la première truffière municipale de France. 
En octobre 2002, il cosigne avec Thierry Desseauve le livre La France face aux vins du Nouveau-Monde, édité chez Albin Michel  (ISBN 2226135820).
Par décret du 31 octobre 2002, il est nommé pour deux ans membre du Conseil économique et social dans la section des économies régionales et de l'aménagement du territoire.
Il est l'oncle maternel des frères Stéphane et Christian Clavier et du peintre Didier Terme et a trois fils.

## Décoration[5]
- Chevalier de la Légion d'honneur (décret du 8 avril 1998).
- Chevalier de l'ordre national du Mérite
- Chevalier de l'ordre du Mérite agricole
- Officier de l'ordre des Arts et des Lettres

## Filmographie
En tant que producteur
- 1974 : Emmanuelle de Just Jaeckin
- 1975 : Emmanuelle l'antivierge de Francis Giacobetti
- 1977 : Une fille cousue de fil blanc
- 1977 : Good-bye, Emmanuelle
- 1978 : Les Routes du sud de Joseph Losey
- 1978 : Les Bronzés de Patrice Leconte
- 1979 : I love you, je t'aime (A Little Romance) de George Roy Hill
- 1979 : Les Bronzés font du ski de Patrice Leconte
- 1980 : Je vais craquer !!!
- 1981 : Les Babas-cool (Quand tu seras débloqué, fais-moi signe !) de François Leterrier
- 1982 : Le père Noël est une ordure de Jean-Marie Poiré
- 1982 : La Truite de Joseph Losey
- 1983 : Debout les crabes, la mer monte !
- 1984 : Le Juge
- 1984 : La Tête dans le sac
- 1985 : Le Mariage du siècle
- 1992 : Le Souper d'Édouard Molinaro

En tant que scénariste (adaptation)
- 1992 : Le Souper d'Édouard Molinaro

En tant que figurant
- 1980 : Je vais craquer !!!